# Lom Aumühle
Lom Aumühle, který se nachází na katastru obce Hainsfahrt u Oettingenu v německém zemském okrese Dunaj-Ries, patří mezi významné geologické lokality na území Bavorska. Jako stavební materiál se zde těží hornina suevit, která vznikla před zhruba 14,5 miliony let v důsledku vysokého tlaku a teplot, způsobených dopadem asteroidu v oblasti tzv. Rieského kráteru (německy Nördlinger Ries ). Lom je Bavorským úřadem pro životní prostředí (Bayerisches Landesamt für Umwelt) evidován pod číslem 779A013 jako zvláště cenný geotop a je zařazen mezi 100 nejkrásnějších geotopů Bavorska.

## Historie
Lom se nachází v prostoru Rieského impaktního kráteru, který vznikl v období třetihor před téměř 15 miliony let. Badatelé se dříve domnívali, že Rieský kráter se svým pravidelným kruhovým tvarem o průměru 25 km je vulkanického původu. Důkazy o dopadu meteoritu v této oblasti Franské Alby byly nalezeny teprve v roce 1961.

## Horniny a jejich těžba
Lom o rozloze 7 500 m² leží v nadmořské výšce 450 metrů 1,3 km severně od Hainsfahrtu a má rozměry 150 x 50 metrů. V lomu Aumühle se kromě suevitu, připomínajícího tuf, vyskytují také různobarevné brekcie. Po dopadu meteoritu bylo skalní podloží na povrchu Země rozbito do hloubky několika kilometrů. Spodní část tak tvoří brekcie, na nichž je uložen suevit, který byl vytvořen z prachu, popela i větších, částečně roztavených úlomků původní horniny, napřed vyvržených až do stratosféry a posléze navrácených zpět na Zemi. Mezi brekciemi lze identifikovat původní horniny z místa dopadu impaktu, jako je žula a rula, dále červené a hnědé sedimenty z období druhohorního triasu a jurské vápence. V šedivě zbarvené hmotě suevitu lze nalézt dutiny s tzv. impaktním sklem, což je přírodní sklo, vzniklé roztavením hornin po nárazu meteoritu. V oblasti Riesu se „sklovitým bombám“ v suevitu přezdívá „Flädle“. Ve hmotě suevitu se v lomu vyskytují i tzv. tříštivé kužely (anglicky shatter cones), což jsou kusy horniny kuželovitého tvaru s paprsčitou strukturou. Zmíněné kuželovité tvary vznikají v důsledku rázové vlny, procházející horninou při dopadu meteoritu a lze je nalézt zejména v impaktních kráterech.
Suevit se od středověku používá jako stavební kámen. Pozoruhodné ukázky staveb ze suevitu lze nalézt zejména v mimořádně zachovalém historickém centru města Nördlingenu, mezi nimž vyniká 90 metrů vysoká věž Daniel při kostele sv. Jiří, postavená v letech 1454 až 1490 a dokončená mezi roky 1537–1539. Lom Aumühle je stále činný, jeho návštěvu je nutné domluvit předem s jeho provozovatelem.

## Galerie

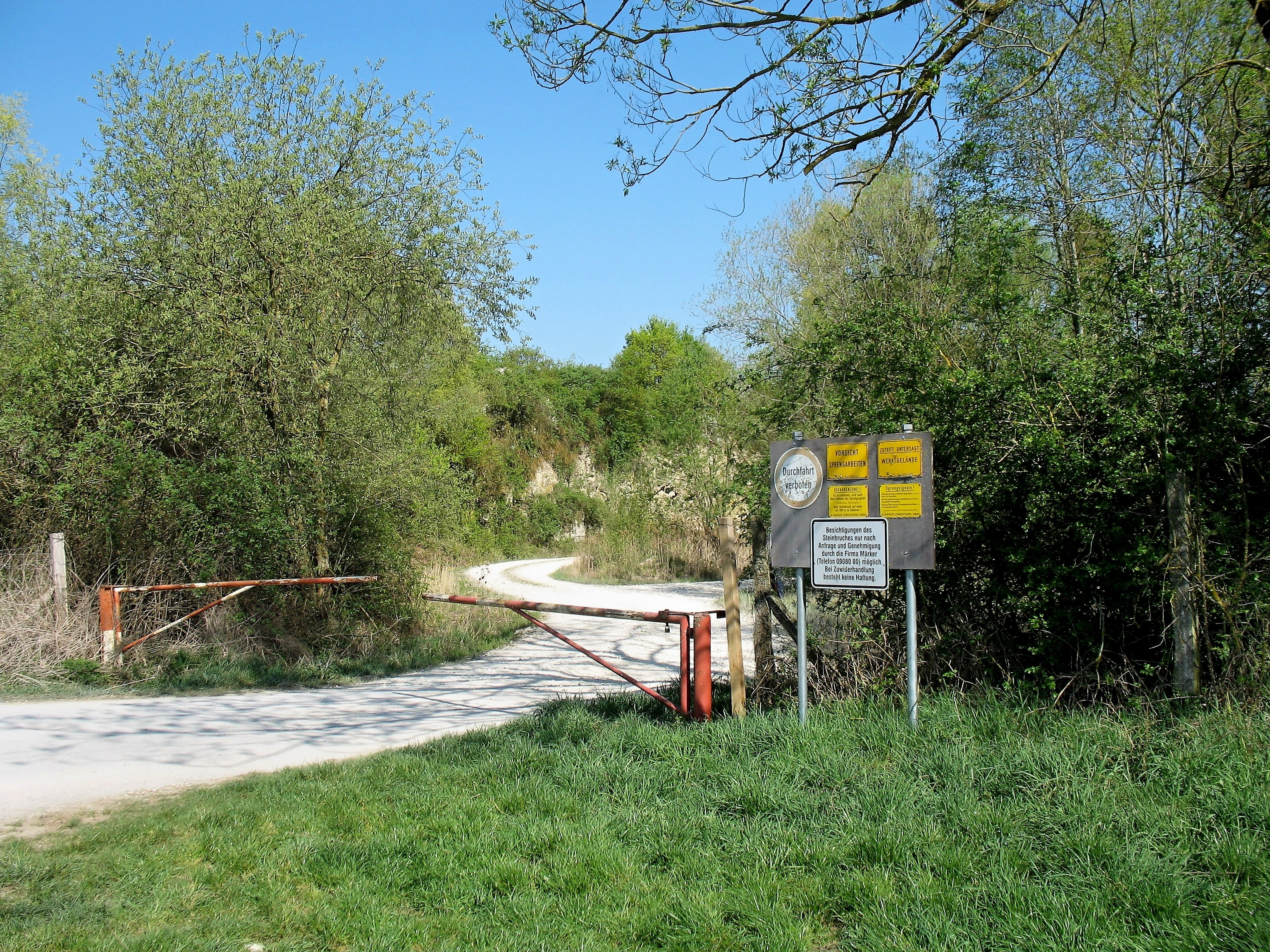
Vstup do lomu Aumühle
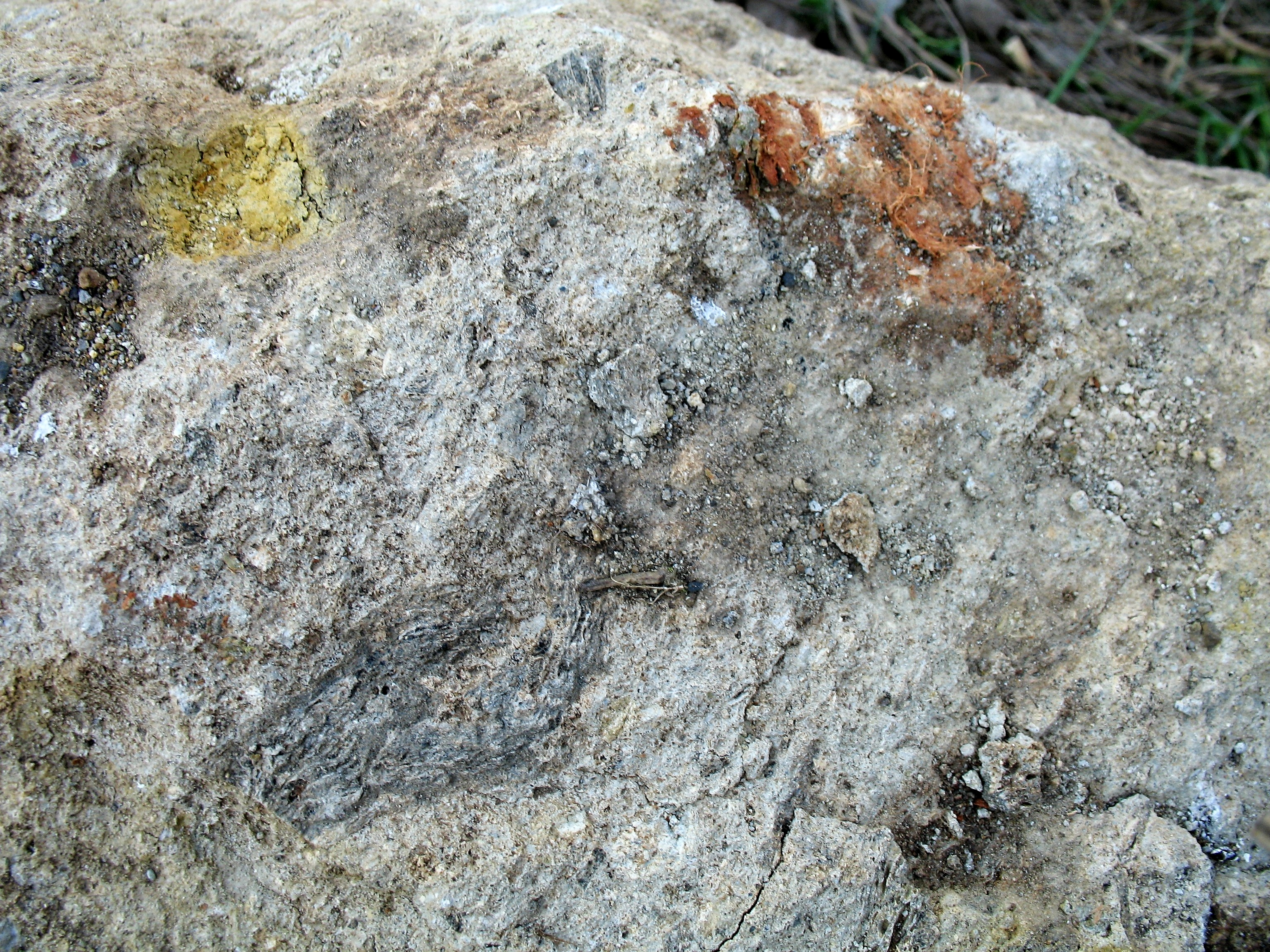
Průřez místními horninami s různobarevnými brekciemi
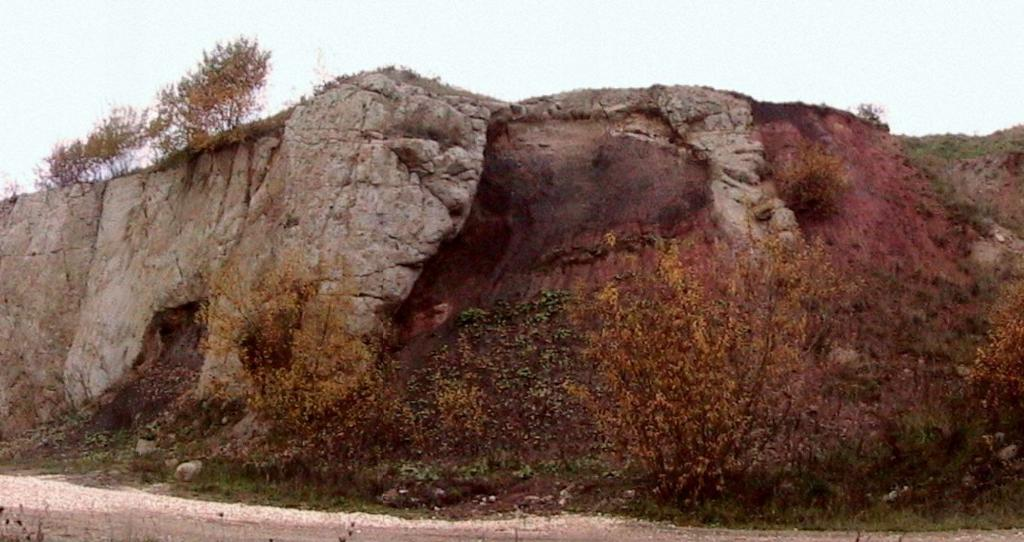
Suevit a červeně zbarvené brekcie
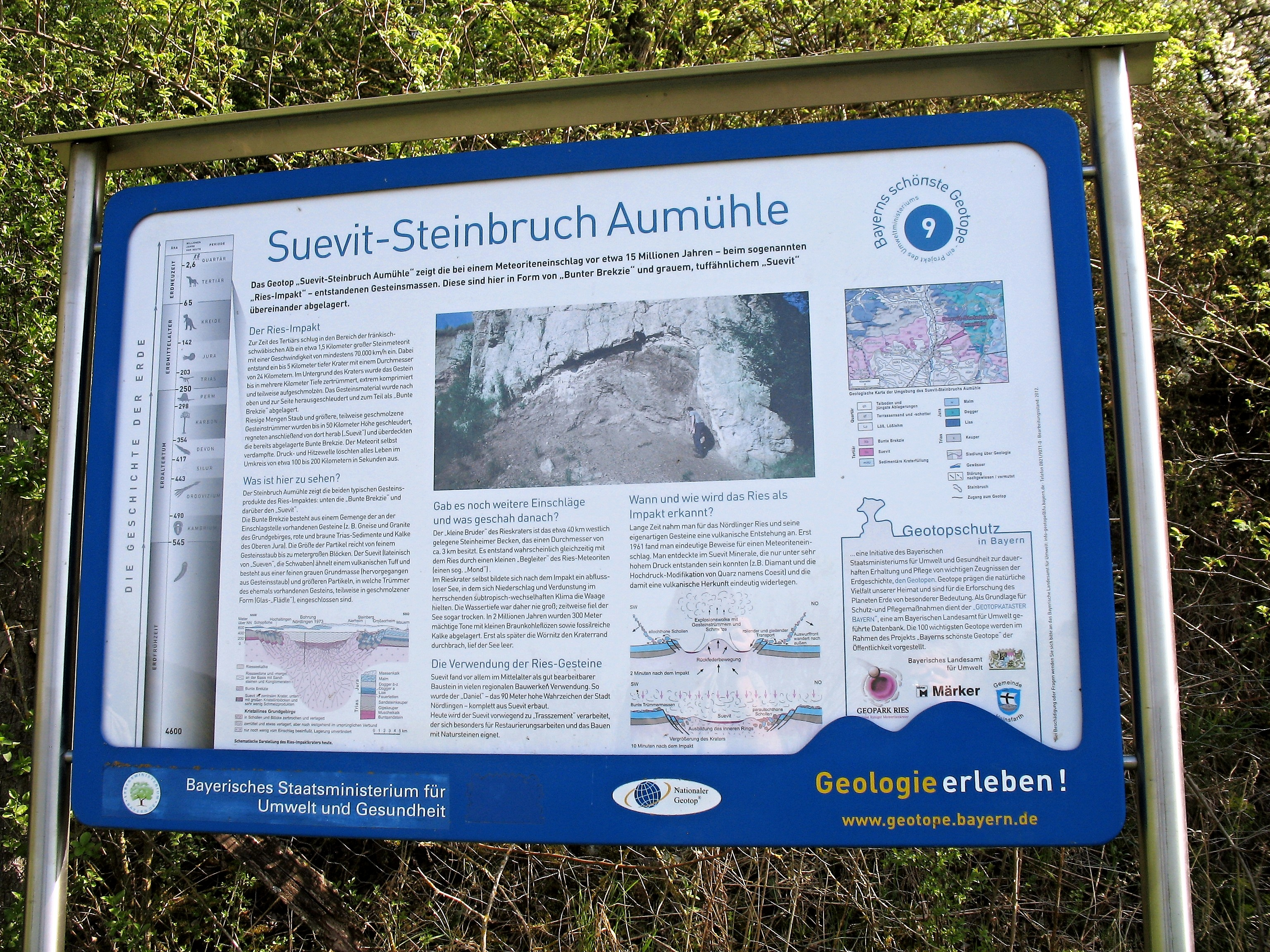
Informační tabule s popisem vzniku suevitu
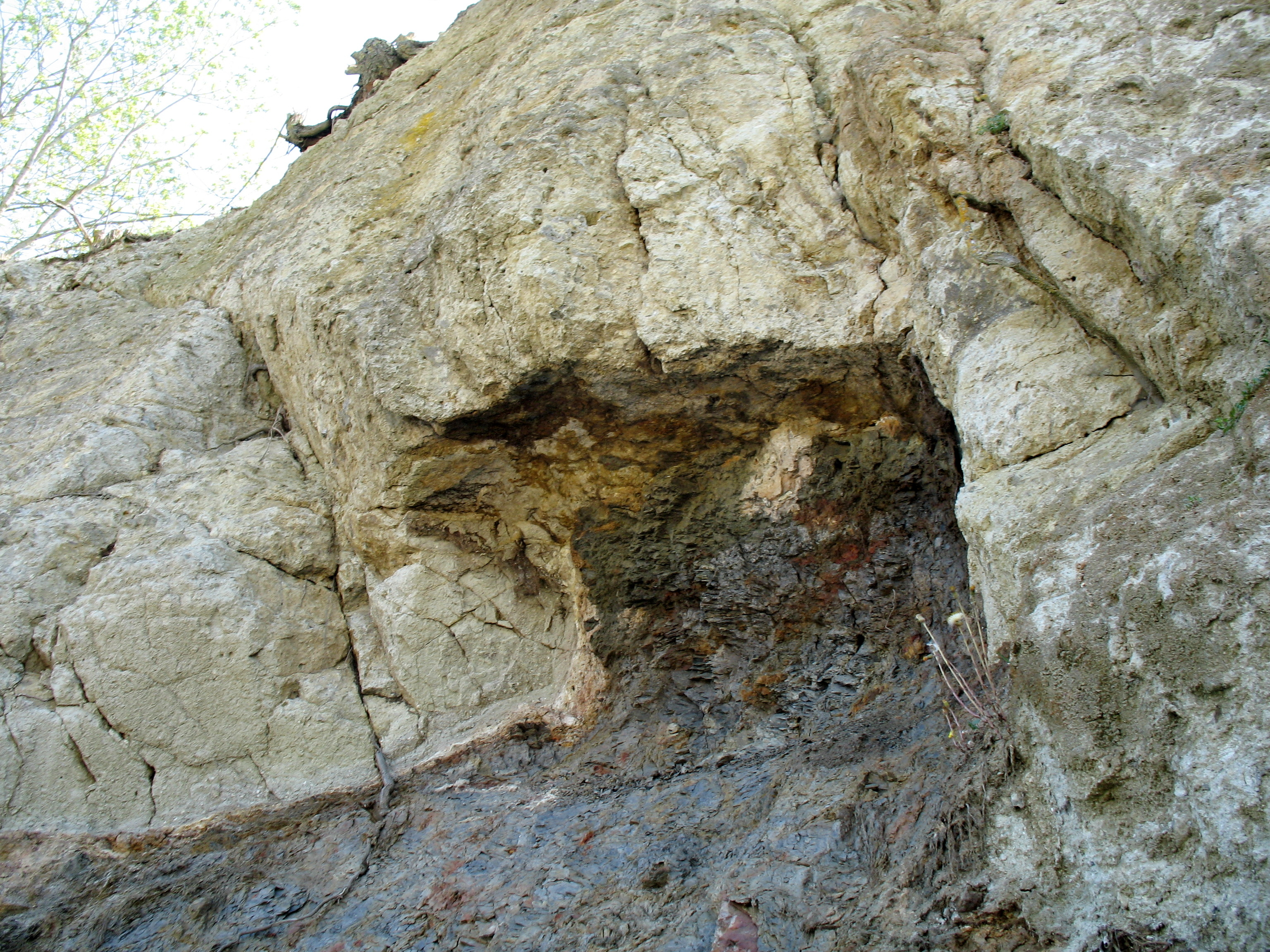
Suevit nad vrstvou sedimentů
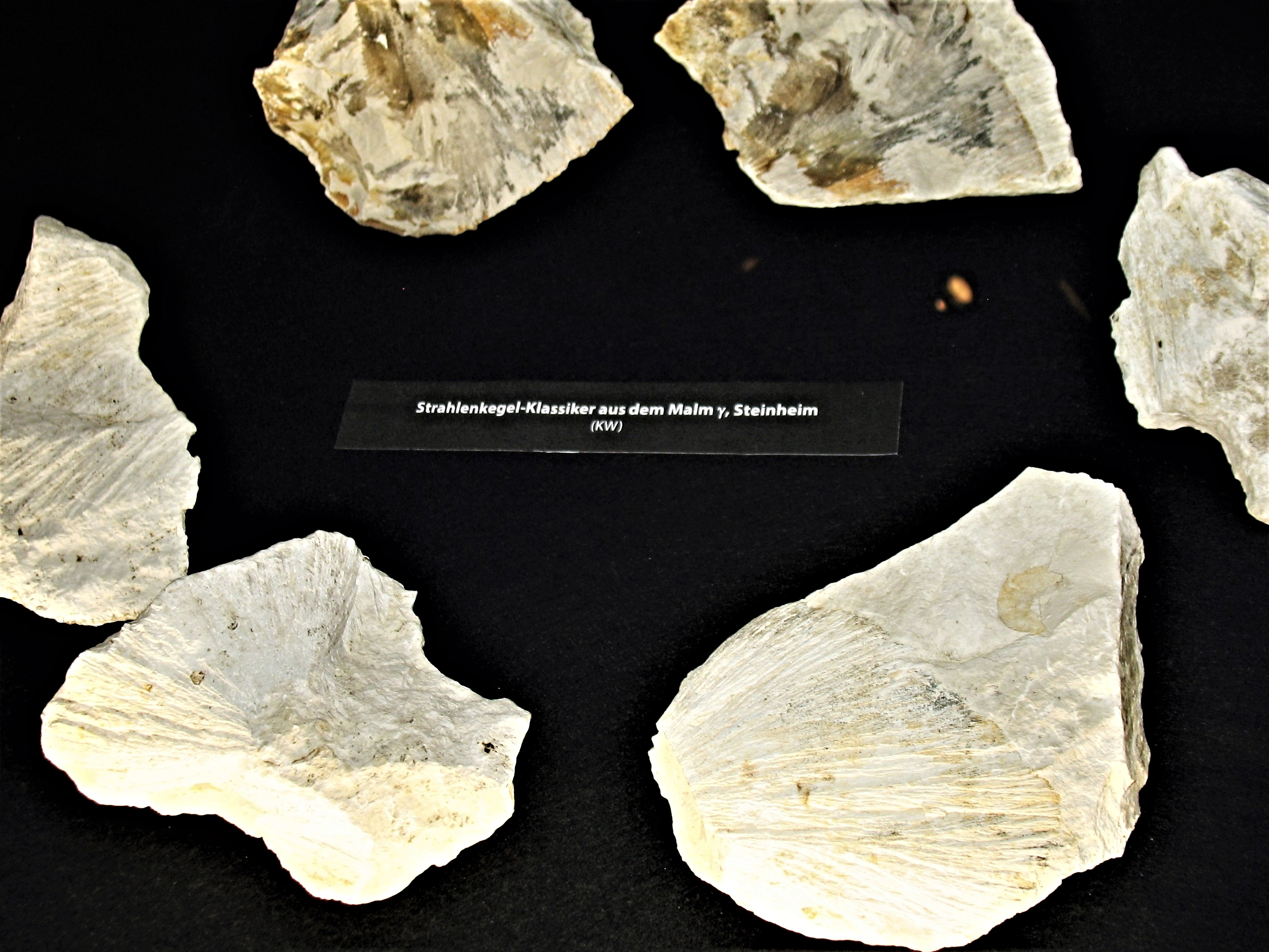
Ukázky  „tříštivých kuželů“ v Muzeu Rieského kráteru v Nördlingenu